# کاتن نش
کاتن نش (انگلیسی: Cotton Nash; ۲۴ ژوئیهٔ ۱۹۴۲ – ۲۳ مهٔ ۲۰۲۳) بازیکن بیسبال، و بازیکن بسکتبال اهل ایالات متحده آمریکا بود.
از باشگاه‌هایی که در آن بازی کرده‌است می‌توان به گلدن استیت واریرز، بسکتبال مردان کنتاکی وایلدکتز، و لس آنجلس لیکرز اشاره کرد.